# Правосудни систем у нововековној Србији
Правосудни систем нововековне Србије чине све судске инстанце, од најнижих сеоских судова, до највишег Врховног суда. У Србији је до развоја уређеног и организованог правосудног система и адвокатуре као професије дошло касно, због османских освајања која су стопирала целокупан развој Србије. Тек са ослобађањем долази до прогреса. Знатан искорак у развоју судства учинили су вође Првог и Другог српског устанка, Карађорђе Петровић и Милош Обреновић. Они су се на различите начине ослобађали од утицаја Османског царства, а њихови наследници су се полако окретали Европи и угледали се на европске правосудне системе. На том путу развоја постојале су разне потешкоће, али су на крају судови и судије стекли сталност и непокретност, што је од почетка и био основни циљ. Адвокатска професија је била новина која је уведена у Србији. Адвокатура је на самом почетку наишла на неодобравање од стране грађана, а основни разлог је било то да је свако хтео да буде адвокат и на тај начин уништавао слику о адвокатској професији. Законици који су доносили представљали средство за борбу против надриадвоката, они су постављали услове које није могао свако да испуни, тако да онај који их је испунио са пуним правом је себе могао да назове адвокатом, за шта га је и сам министар правде декретом проглашавао.

## Судови

### Настанак српских судова и њихова организација до краја тридесетих година XIX века
Већ на почетку Првог српског устанка уочена је неопходност оснивања судова. Карађорђе је, позивајући старешине да дођу у Остружницу на прву устаничку скупштину у априлу 1804. године, издао наредбу да свако од старешина на Скупштину дође са још двојицом-тројицом истакнутих људи који би били изабрани за судије, јер како се говорило „без судства се опстати не може”. Тиме је истакнута велика идеја, можда и несвесно, да се без судија и судова не може да фунцкионише иоле уређена заједница. 
Прота Матеја Ненадовић је у својим мемоарима записао да су на скупштини ваљевске нахије били изабрани двојица судија јер су били „поштени и прави кметови”. За секретара суда био је изабран један свештеник, јер су они готово били једини писмени, и суду су била додељена три пандура. Одређена је колиба у којој се судило и одређен је простор за „апс”. На почетку се судски персонал издржавао од својих кућа а након две-три године уведен је нахијски порез за издржавање суда. 
Уредбу о судовима донео је Правитељствујушћи совјет у октобру 1805. године. Према тој уредби постојали су: 1) сеоски суд, 2) кнежински суд 3) нахијски суд, 4) Правитељствујушћи совјет (Велики народни суд). Током 1808. године оснивани су магистрати (судови) по варошима, који су по ослобођењу од османске власти биле средишта нахија. Сам термин магистрат је латинског порекла, а у српски језик је дошао из немачког језика и означава градску управу која врши судску и управну власт. Познате су само две уредбе за нахијске магистрате у Ваљеву и Шапцу из јануара 1809. и 1811. године.
Након реорганизације Правитељствујушћег совјета у јануару 1811. године уведено је ново судско уређење. Основан је Велики вилајетски суд. На челу тог суда био је велики вилајетски судија, који је био попечитељ (министар) права. Овај суд је имао функцију другостепеног суда за жалбе на одлуке магистрата, али је такође судио и у првом степену за најтежа кривична дела: убиство, пљачку, хајдучију, злоупотребу власти старешина итд. 
Осим Великог вилајетског суда постојали су и магистрати у средиштима нахија и сеоски судови који су били најнижи судови. Судску власт су упражњавали и војводе и вожд Карађорђе. Њихова уплитања у судску власт знатно су утицала на одлуке судова, они су штитили своју родбину, приврженике чак су и поништавали одлуке судова.
Током Првог српског устанка судови су поред судске фунцкије, обављали и друге, пре свега управне функкције. 
После Другог српског устанка, у новембру 1815. године, основана је Народна канцеларија у Београду усменим споразумом између Милоша Обреновића и Марашли Али-паше. Народну канцеларију је чинило 12 кнезова, из сваке нахије по један. Њен задатак је био да суди Србима за најтежа кривична дела, да оне који су осуђени на смрт предаје паши на погубљење и предаје паши данак. Одмах потом, постављени су нахијски кнезови, који су до оснивања нахијских судова уз извршну вршили и судску власт.  
До 1818. године београдски везир (паша) је имао искључиву надлежност да изриче смртну казну, а од те године то право је себи присвојио кнез Милош, чему се везир није противио. 
Кнез Милош је своју личну канцеларију у Крагујевцу 1823. године уздигао у виши суд, односно суд који је био виша (друга) инстанца. Тај суд је назван Суд обштенародни српски (називао се и Суд народни српски или Народни суд). Кнез је за судије тог суда постављао најистакнутије старешине.
Суд обштенародни српски укинут је 1835. године, а његове дужности су прешли на Совјет. Од октобра 1837. године установљен је Велики суд (као друга инстанца између магистрата и Совјета).
Кнез Милош је 1821. године у Пожаревцу установио први нахијски суд (магистрат). До оснивања тог суда дошло због незадовољства народа и старешина, које је ескалирало у Абдулиној и Добрњчевој буни. Од 1823. до 1827 године установљени су судови у свим нахијама: чачанској, јагодинској, смедеревској, ваљевској, шабачкој, рудничкој, ћупријској, ужичкој, соколској, крагујевачкој и београдској. Сваки од тих нахијских судова имао је по два члана, једног писара и два пандура. Након припајања шест нахија 1833. године основани су и нахијски судови у Крушевцу, Бањи, Алексинцу, Књажевцу, Зајечару и Неготину. 
Међутим, без обзира на установљавање судова, свако је могао је доћи код кнеза Милоша и жалити се на сваку и свачију пресуду, а суд кнеза Милоша био је одлучујући. 

### Судска организација од Устава 1838. године
Уставом из 1838. године постављене су основне судске инстанце. Установљене су три врсте судова: 1) примирителни (мировни) суд у сваком селу, 2) првостепени у сваком округу, 3) Апелациони суд у престоници. На тај начин настало је ново судско уређење, које је заменило Милошево неразвијено судство. У јануару 1840. године донета су устројства примирителних, окружних и Апелационог (Великог) суда, која су прописала њихову организацију и поступак пред тим судовима. 
Примирителни суд су чинили председник и два члана која су бирана од стране мештана. Био је надлежан за решавање најлакших спорова, грађанским стварима у којима вредност предмета није прелазила 100 гроша и у кривичним стварима за преступе који нису били запрећени већом казном од 10 удараца штапом или 3 дана затвора. 
Окружни судови били су надлежни за теже спорове. Окружни суд чинили су председник, тројица судија, под условом да су старији од 30 година, и двојица писара. 
Свако ко би изгубио спор на окружном суду имао је право апелације тј. жалбе Апелационом суду у року од осам дана, а ако то не би учинио, пресуда окружног суда била је правоснажна и извршна. Апелациони суд, као суд другог степена, само је прегледао и судио оне предмете који су већ били суђени од окружних судова. Апелациони суд чинио је председник, и четири судије које су морале бити старије од 35 година. Пресуде Апелационог суда биле су коначне, али уколико је странка незадовоњна пресудом могла је поднети „молбу” Попечитељству правосуђа. Оно је, ако је нашло да ствар није довољно испитана и доказана, враћало предмет на ново суђење. Попечитељство правосуђа је, практично, била трећа инстанца.
Осим судова који су предвиђени уставом, постојала је и касациона власт коју је вршио кнез, мимо Устава. 
Указом у октобру 1841. године основан је Суд вароши београдске, који је био надлежан за парнице између становника Београда и страних поданика који су живели у Србији, с једне стране, и становништва из унутрашњости, с друге стране. Осим тога, постојао је и Суд округа београдског, који је судио становницима београдског округа.

### Настанак Врховног суда из 1846. године и даљи развој судске организације до 1865. године
Ради убрзања судских поступака и растерећење кнеза и Совјета од вршења појединих судских послова, Порта је у сагласности са Русијом одлучила да се у Србији 1845. године оснује Врховни суд. 
Устројством Врховног суда из септембра 1846. године установљен је један Врховни суд, као коначни суд, трећег и последњег степена. Врховни суд је примао жалбе против одлука Апелационог суда, чије је пресуде преиначавао или поништавао и у овом последњем случају са упутством враћао надлежном нижем суду. Дужност Врховног суда била је да, посредством Попечитељства правосуђа, подноси кнезу на помиловање сваку своју пресуду на смртну казну, казну робије или заточења у трајању дужем од шест година, као и пресуде за лишење чина или звања. Тиме се српско правосуђе приближило европском, које је имало три судске инстанце. Врховни суд није био касациони суд, то није био суд који је разматрао акте нижих судова, него суд који је судио. Касациона власт је и даље остала код кнеза. 
Због учесталих жалби на спорност суђења, многобројне инстанције су  се средином педесетих година XIX века, почеле смањивати. 
Устројством из децембра 1855. године кнез је пренео касациону власт на Врховни суд. Тај суд је судио у последњем степену и вршио је касациону власт. Због чега је преименован у „Врховни и Касациони Суд”. 
Коначно устројством из 1858. године Врховни и Касациони суд је претворен у чисто Касациони суд. У његову надлежност предато је да, у складу са прописаним случајевима, поништава коначне пресуде и решења како у грађанским тако и у кривичним предметима. 
Устројством из 1860. године је број судских инстанци смањен тако што је укинут Касациони суд. Од тада постојали су општински судови, окружни судови и Апелациони суд, као једини виши суд, који је постао и „судећи и разматрајући суд”. Такво судско уређење одржало се само пет година.

### Судско уређење из 1865. године и његове касније измене
Законом о устројству судова из 1865. године прописана је трајнија судска организација. Према одредбама тог закона и законика о грађанском и кривичном поступку судили су: 1) општински суд, 2) првостепени судови: окружни судови, Суд вароши Београда и Трговачки суд у Београду, 3) Апелациони суд, 4) Касациони суд и 5) изабрани суд за извесне случајеве. 
Одредбама о стварној надлежносту знатан део имовинских спорова предат је у надлежност општинских судова: ови судови су судили све парнице у вредности до 500 чаршијских гроша, а касније до 200 динара. Општински суд је по правилу био сасатављен од три члана и писара. 
Жалбе на одлуке општинских судова коначно су решавали првостепени судови, што је значило извесно растерећење судова. У сваком округу је постојао по један окружни суд, као првостепени. Укупно их је било 17, а њихов број се територијалним проширењем 1878. године и након Балксанских ратова (1912—1913. године) повећао. Окружни суд је имао једног председника, најмање двојицу судова, секретара и одређен број судског особља. 
У суд првог степена рачунали су се и Суд вароши Београда и Трговачки суд у београду, који је установљен 1840. године, али се после само 40 дана рада угасио, да би поново био основан 1859. године. Првостепени судови су судили у првом степену све грађанске, кривичне и трговачке спорове, осим оних који су били у надлежности општинских судова. 
Над свим првостепеним судовима постојао је један Апелациони суд, као суд другог и последњег степена. Његов састав је чинило 10 судија, од којих је један био педседник, и од потребног броја секретара и другог персонала. Радио је у два одељења. 
Касациони суд, као највиши, који је контролисао рад судова и њихово поштовање закона, имао је 15 судија, од којих је један био председник, и потребан број секретара. Радио је у три одељења од по 5 судија, а за општу седницу било је потребно најмање 13 судија. 
Таква судска мрежа остала је у принципу непромењена све до 1929. године, а унеколико личи и на данашње судско уређење. 
Био је предвиђен и изабрани суд као редовни за неке спорове (о потрици, сињору, стоци итд.)
У Србији су законом из 1871. године уведени и поротни судови за пресуђивање тешких злочина: разбојништва, опасне крађе и паљевине. У Србији је поротни суд био састављен од тројице судија (окружног суда) и четворице поротника. 
Касациони суд – законом о устројству судова из фебруара 1865. године прописано је то да је основни задатак Касационог суда да надзире да ли се материјални и процесни закони и прописи у грађанским и кривичним предметима примењују како „гласе и једнообразно”. Иако нема снагу закона, једнообразност судских пресуда има велику важност за правну сигурност, углед правосуђа и поверење у њега. По угледу на уређене државе, то је у Кнежевини Србији било у нарочит задатак Касационом суду. Када би се појавила потреба да се утврди прави смисао неког законског прописа који се различито разумевао и примењивао, Касациони суд је о томе одлучивао на општој седници и доносио начелну одлуку која је била обавезна за одељења и општу седницу Касационог суда. После измена закона у устројству судова из новембра 1895. године, начелна одлука опште седнице Касационог суда практично је постала обавезујућа и за ниже судове. 
Осим тога, задатак Касационог суда је био да: потврђује или поништава пресуде нижих судова и враћа им предмете на ново суђење, ако би нашао да је суд погрешио; решава сукобе надлежности између судова и других власти; упозорава ниже судове на намерне или грубе непажње учињене погрешке и о томе обавештава Министарство правде; решава, на захтев Министарства правде, да ли има основ да се неки судија због кривичних дела учињених вршењем званичне дужности изведе пред суд или да одговара само за накнаду штете. 
За тако велику и значајну улогу Касационог суда било је неповољно што је судија тог суда могао постати и неко ко није свршио правне науке, ако је најмање седам година радио као судија. Почетком 1875. године то је измењено тако да је за судију или председника Касационог суда могао бити постављен само онај ко је завршио правне науке и провео најмање три године као судија нижег суда, али је то могао постати и професор права, под условом да је радио три године као професор.

### Судска власт као грана државне власти
Судска власт је једна од три гране државне власти, уз извршну (управну) и законодавну, установљена је Сретењским уставом и свим осталим каснијим уставима. 
Почев од Устава из 1869. године, изричито се предвиђа да су судови независни и да при изрицању пресуда „не стоје ни под каквом влашћу осим закона”. Међутим, да би судска власт била у потпуности самостална, независна, стручна и објективна, а њеним носиоцима судијама била обезбеђена сталност, требало је прећи дуг пут, на коме су стајале бројне препреке. 
На првом месту је био недостатак стручних људи за судијску фунцкију. Нешколован и неправник судија било је правило у друштву у коме нема писаних закона и у коме се судило по правичности и здравом разуму ослоњеном на обичајноравне норме. Поштен и разборит човек који је знао људе и прилике и уживао поверење средине могао је бити одличан судија. Колегија таквих људи са писаром, који би био писмен и довољно познавао судски поступак, сасвим је одговарала задацима који су пред њу стављани док није било писаних закона.
Проблеми настају када се почев од 1844. године, када је донет СГЗ, доносе законици са неколико стотина параграфа. Подаци о судовима и судијама за 1844. годину, када је донет СГЗ, показују следеће. Од 17 председника окружних судова тројица су била неписмена, десеторица су била толико писмена да су се могла потписати, тројица су учила нешто више од основне школе и само један је био правник. У седамнаест окружних судова, Суду вароши Београда и Апелационом суду 18 судија је било неписмено, седморица су била слабо писмена (врло мало читати и писати зна''), њих 14 је имало основну школу, шесторица су имала нешто више од основне школе (тројица гимназију, један богословију и двојица неке „војне науке у Русији''). Ниједан од судија није био правник. Чиновнички део суда, секретар суда и писари, својом спремом у великом броју судова надомештао је основна знања код судија. Наравно, стање судијске професије се побољшавало, али споро, и сматрало се успехом када је после више година у сваком окружном суду био по један судија – правник. Коначно, Закон о судијама из фебруара 1881. године поставио је услов да кандидат за судију мора имати завршен правни факултет, поред осталих услова. 
Такво стање није погодовало конституисању судске власти као равноправне гране државне власти, са законодавном и извршном. Иако је проглашавана судска независност она је често кршена. Судска независност је значила и значи, да су судови независни у свом раду и да се у суђењу морају придржавати само закона, без ичијег утицаја са стране приликом доношења судских одлука, нарочито без утицаја извршне или законодавне власти. Велика препрека остварењу судске независности били су могућност извршне власти да смени неподобне судије и слаб материјални положај судија. Препрека остварењу судске независности и уопште равноправном положају судске власти, у односу на извршну и законодавну, била је везаност судија за законом прописане доказе и њихову оцену. Законска доказна теорија је спречавала судије да суде према свом слободном уверењу, користећи знање, искуство и држећи се слова закона. У суштини, законска доказна теорија је била израз неповерења (законодавне и извршне власти) у способност судија да врше поверену судску власт. 
Сталност и непокретност судија, као битни услови за остваривање самосталности и независности у раду судова, релативно касно су прокламоване у српском праву. То се догодило тек 1881. године у Закону о судијама, одредбом да се судије не могу више премештати и уклањати са својих судијских функција, осим у изузетним случајевима који су изричито предвиђени. Све до тада министар правде је могао предложити кнезу, као шефу државе, да се неки судија који није имао 10 година службе отпусти или да се премести у други суд или другу службу. Сталност и непокретност судија је била потврђена и одредбама Устава из 1888. године: „Судије су у својим звањима сталне”; „Судија може бити премештен само новим постављањем по свом писменом пристанку”. 
Изменама и допунама Закона о судијама из фебруара 1891. године додатно су зајемчене и обезбеђене независност судија и њихова сталност. Судска сталност је била укинута државним ударом из маја 1894. године и све до Закона о судијама из јануара 1901. године судије су биле покретљиве у својим звањима односно могле су се оотпуштати и премештати. Од тада, уз два кратка прекида, после државног удара из марта 1903. и после мајског преверата исте године, судије су уживале сталност и непокретност. 
Веома важан елемент за остварење судијске независности и непокретности била је материјално обезбеђење судија, тј. да судије буду добро плаћене за свој рад. Нажалост, то није било остварено ни у последњим деценијама XIX века, а ни почетком XX века.

## Јавно правобранилаштво
Данас је јавноправобранилаштво самосталан државни орган који заступа државу ради заштите њених имовинских и других грађанскоправних интереса у судском, управном или неком другом поступку. 
У Кнежевини Србији тај орган, под називом - правитељствени фишкал -, основан је кнежевим указом из фебруара 1842. године. Звање правитељственог фишкала било је укинуто указом из октобра 1843. године, а да није било ни попуњено, и његови послови су пренети у надлежност Попечитељства финансија. 
Тај орган је под називом -бранитељ права правитељстевених- поново основан у септембру 1848. године. Постојао је све до октобра 1928. године када је спроведена јединствена организација правобранилачке службе у Краљевини Југославији. 
Делокруг јавног правобраниоца (бранитеља права правитељствених'') био је прописан упутством (наставленијем'') попечитеља финансија из септембра 1848. године. 
У том упутству је било прописано да јавни правобранилац: 1) поверени посао обавља ревносно и обазриво, увек имајући на уму „достојанство и корист Правитељства”; 2) да се њему предају све парнице Кнежевине Србије; 3) јавни правобранилац је био обавезан да састави преглед у који ће унети све потребне податке о парницама (отпочињању, току и завршетку, о парничним актима); 4) избегава продужавање рокова и отезање парница; 5) достојанствено брани државне интересе 6) покреће парницу само ако је то нужно, иначе да избегава вођење парница, због уштеде времена и новаца; 7) пријави онога који би покушао да га подмити итд. 
Осим јавног правобраниоца, при Министарству финансија постојао је Стални правнички одбор, чији је задатак био да даје правна мишљења о питањима или спорним предметима министру финансија у свим случајевима где се држава појављује у поступку. Стални правнички одбор био је установљен Законом из марта 1863. године. Одбор се састојао од 9 чланова, правника из реда државних чиновника и адвоката, који су бирани на годину дана. Мишљења одбора, која су морала бити изложена и потписана од свих присутних чланова, нису била обавезна за министра финансија.

## Адвокатура

### Почетак развоја адвокатске професије у нововековној Србији
У Кнежевини Србији су од 1844. године, када је донет СГЗ, у наредних двадесетак година донети бројни прописи: Кривични законик, законици о судским поступцима, Трговачки законик итд. То је била веома бројна и сложена регулатива, која је садржала одредбе које су писане не само за постојеће једноставне друштвене односе, него и за много сложеније и разноврсније односе. Нови законски прописи су водили правној сигурности, али су истовремено, због обима и сложености материје, чинили примену права и остварење правде тешко доступном. 
Нема података о писмености становништва 1844. године, када је донет први писани законик у обновљеној (нововековној) Србији – Српски грађански законик. Први попис који даје те податке је из 1866. године, дакле 22 године после доношења СГЗ-а, и казује да је 96% становништва неписмено и да није могло читати ни писати. Још 1900. године неписмених је било 83%. Огромном броју неписмених била је неопходна стручна правна помоћ од правозаступника, како су онда звали адвокате. Међутим, стање правнозаступничког реда пре доношења закона о правозаступницима (адвокатима) из 1862. било је крајње жалосно. О томе је записано: „Све што је гладно, а знало је да ма колико читати и писати, све што се плашило од посла те није могло другим начином себи леба заслужити, све се то наметнуло народу као учитељ, као бранилац њихових права...Отуда је човек видио жалбе или прозбе које се нису ни прочитати могле, или како су се прочитале нису се разумети могле, отуда је видио жалбе или молбе којима никако места нема, отуда је видио жалбе или молбе поднашане ненадлежном месту”. Појављивали су се као адвокати, према сведочењу савременика, и банкротирани трговци, осуђивани чиновници, али и скитнице, преваранти и бројни други које је живот одвео на странпутицу. Таквим људима поверити своја права често је значило изгубити судски спор само због невештине или невештине или непоштења тих назови адвоката. Добитак спора често није доносио радост заступаном јер би за заступање, понекад готово неспорне ствари морао да плати тако претерану награду да би био оглобљен. Према мишљењу савременика, био је занемарљив број адвоката који су били образовни и који су се често бавили том професијом. 

### Одлуке законодавне власти из 1843. године
Законодавна власт је у октобру 1843. године одлучила да се чиновницима забрани бављење адвокатским занимањем, односно заступање странака пред судовима, писање тужби и других писмена. Као казна била је предвиђено за први и други пут смањење плате, а за трећи пут губитак службе. Позитивна последица те забране била је одвајање адвокатуре од чиновништва. Међутим, основни проблем није био решен јер школованих правника који би заузели место у адвокатском реду није било. Невелики број свршених правника (Правослова”) био је сав упослен у државном чиновничком апарату. 

### Решење Совјета, кнеза и законодавне власти из децембра 1852. године
Нешто касније, решењем из децембра 1852. године законодавна власт, кнез и Совјет, дозволила је да странке заступају пензионисани чиновници то решење је донето због недостатка одговарајућих кадрова који би се бавили адвокатуром и због малог броја пензионисаних чиновника. 
Повике на назови адвокате биле су све учесталије. На народним скупштинама народни посланици су тражили укидање адвоката. То је посебно дошло до изражаја на Светоандрејској скупштини, на којој је Одобор за молбе и жалбе међу мерама за ублажавање народних тегоба, предложио увођење кратког, усменог и јавног судског поступка и укидање адвокатског реда.
Правосуђе је патило од надриадвоката (лажних адвоката, „буџаклија''). Надриадвокати су, нажалост, према мишљењу савременика, били укорењени у народу. Склоности народа да радо „заобиђе закон'' ишли су на руку ти надриписари и „буџаклијски'' адвокати. Народ је веровао да ће спор добити онај ко има адвоката, али не због тога што је он вешт и у праву од друге стране, већ због његове вештине да изигра закон, да бесконачно одуговлачи спор, да обезбеди, ако је потребно чак и лажне, исправе и доказе, да нађе пут да утиче на судијску одлуку, ако никако другачије, чак и митом. Ту је настала нит приче о адвокату као посреднику између странке, и то нарочито оне које хоће да добије на суду једну сумњиву или правну неосновану ствар, из суда односно судија (као ауторитета). Таква „стручна помоћ'' чинила је те назови адвокате веома траженим од поменуте клијентеле, истовремено наносећи огромну шетету угледу и доводећи у питање само постојање адвокатске професије. И шездесетих и седамдесетих година XIX века понављају се захтеви за укидање адвокатуре.

### Закон о јавним правозаступницима из фебруара 1862. године
Закон о јавним правозаступницима (адвокатима) донет је фебруара 1862. године. Тај закон је предвидео услове и начин обављања те професије, која је дефинисана као служба од јавног интереса. Најважнија одредба тог закона односила се на стручну спрему коју је адвокат морао имати: завршене студије права и положен адвокатски испит из грађанског и кривичног законика. Осим тога, морао је бити српски поданик и „доброг и поштеног владања”. Изузетно, ако није завршио правне студије, морао је имати: три године праксе код овлашћеног адвоката или две године праксе у суду или у Министарству правде, звање столоначелинка или секретара и положен правнозаступнички испит.
О постављању и престанку рада адвоката одлучивало је Министарство правосуђа на основу захтева лица које је испуњавало законске услове. Две године по доношењу Закона у Кнежевини Србији су била 22 јавна адвоката. Од њих су осморица били адвокати у Београду.

### Закључак о укидању авоката из 1864. године
На Великогоспојинској скупштини одржаној 1864. године поново је изражено бурно незадовољство народних посланика радом адвоката. Са 50 гласова „за'' према 48 „против'' изгласан је закључак да се адвокати укину. С обзиром на то да Народна скупштина није била законодавни орган и да није имала право одлучивања, тај закључак је био само предлог Влади и изражавао је народно нерасположење према адвокатском реду.

### Закон о адвокатима из 1865. године
Закон о адвокатима из јуна 1865. године био је одговор законодавне власти на изражено народно незадовољство радом адвоката. Тим законом је било предвиђено да кандидат за адвоката није морао да заврши студије права, већ само да положи адвокатски испит. То променом је повећан број адвоката, а није повећан ниво рада те професије.
Није постојала стална комисија (одбор) за испитивање кандидата за адвоката, већ је министар правде сваком кандидату одређивао испитни одбор од 5 испитивача и деловође. 
Крајем XIX века појавила су се мишљења која су тражила да се успостави стални испитни одбор и да бар двојица професора, тада јединог, Правног факултета у Београду буду део тог сталног одбора.
Адвокатски испит се састојао од усменог и писменог дела. На усменом испиту се одговарало на по једно „главно питање из сваког законика”: Грађанског законика, Законика о грађанском поступку, Кривичног законика, Законика о кривичном поступку, Трговачког законика и Законика о стечајном поступку. На писменом делу испита кандидат је био дужан да у писменој форми реши постављени правни задатак. После неуспешна три покушаја, кандидат је заувек губио право да полаже испит за адвоката. 
По положеном испиту за адвоката, министар правде је декретом постављао кандидата за адвоката у оном округу (односно при оном првостепеном суду) који је молилац тражио. Декрет се обзнањивао и у службеним новинама. Према том закону, адвокат је имао многобројне дужности, међу којима се издвајају: 
1)    да по правилу, свакоме ко му затражи укаже помоћ, и то поштено (савесно) и верно. Савесност и верност адвоката Закон је овако описао: „Да даје савет по свом убеђењу, пошто свестрано и са предострожношћу испита и сазна све околности спора”; да оно чега се прими брзо, тачно и са најмање трошка изврши; да се стара да спор, где је то могуће, на леп начин изравна; да мотри да при склапању уговора не изостане нешто важно; да се уздржава од било каквог помагања противне стране. Била је предвиђена адвокатска тајна, тј. обавеза адвоката да оно што му странка за време вођења судских поступка повери, и пре и после поступка, у тајности чува и то никоме не открива. Због лошег искуства са надриадвокатима из ранијег периода, адвокат је обавезан да се чува „да у знању неистину (лаж) не брани, и да истину не изопачава”, да државна надлештва поштује и другу страну, сведоке, вештаке и друге не вређа;
2)    да о сваком повереном послу сачини протокол;
3)    да све акте повереног посла одвојено држи, сређене по хронолошком реду и по престанку заступања врати властодавцу;
4)    да о свим учињеним трошковима, таксама и наградама издаје признаницу властодавцу и све то забележи у свом протоколу и
5)    да станује у месту оног првостепеног суда за који је постављен. Адвокат се није смео удаљавати из тог места без знања суда.
Адвокати су били дужни да, по наређењу суда, бесплатно заступају лица која би донела радну исправу о сиромаштву (тзв. Сиромашко право).
Изузетно од дужности да сваком укаже помоћ савесно и верно, адвокат је могао у законом одређеним случајевима да ускрати своју услугу: због болести; ако му потражилац помоћи није могао трошкове накнадити; када је са противном странком у тешком пријатељству или у даљем степену сродства.
Адвокат је морао да ускрати своју помоћ: ако је посао на који се позива противзаконит; ако је у истом послу већ радио као судија или деловођа; ако је у истој ствари или њој повезаном, већ заступао противну страну; ако би тиме радио против себе или блиских људи (супруге, сродника и др.); ако би та ствар морала доћи пред суд у којем би судија или деловођа стајао са адвокатом у односу који законска норма забрањује.
Тим законом су била предвиђена следећа права адвоката: 
1)    Да врши све адвокатске послове код свих судова
2)    Да од властодавца тражи наплату свих трошкова шта више и унапред;
3)    Да наплати награду за свој рад.
Закон је прецизно прописао тарифе за поједине врсте адвокатских услуга: само са саслушање странке, писање писмена, одлазак на рочиште итд. 
Адвокати су стављани пред строгу дисциплинску власт. Као дисциплинске казне биле су предвиђене: писмени укор, новчана казна од 20 талира и одузимање адвокатског знања. Те казне су могли изрећи председник првостепеног суда, Дисциплински суд (који је постојао и за државне чиновнике) и министар правде. 
Престанак адвокатског знања наступао је у случају:
1) оставке; 2) губитка српског држављанства; 3) ступања у плаћену јавну или приватну службу; 4) предузимање радње на своје име 5) осуда Дисциплинског суда на губитак права, као и осуда редовног суда због злочина или нечасног преступа учињених из користољубља ( као што су крађа, утаја, превара или преступи и иступи којима се вређа јавни морал).
Законом из 1865. нису били задовољни истакнути правни стручњаци оног доба, није био задовољан народ, а ни правници адвокати.

### Измена Закона о адвокатима из 1871. године
Ђорђе Ценић, истакнути правник, вишегодишњи министар правде, који је руководио министарством када је донет претходни закон из фебруара 1862. године, сматрао је да Закон из 1865. године није донео бољитак, да су неки од адвоката на незадовољавајућем нивоу, да је адвокатски испит лошег квалитета, а испитивачи недорасли свом задатку, што је све водило томе да се звање адвоката давало и онима који то не заслужују.
Народ је преко својих представника у народним скупштинама после закона од 1865. године, наново тражио укидање адвокатске професије. Разлог не треба тражити само у неразумевању и ниском нивоу правне свести, него у оправданом утиску да је адвокатура била лоша као и пре, али да је постала скупља. 
Коначно је изменама Закона о адвокатима из септембра 1871. године постављен услов да адвокат мора имати завршене правне науке у земљи, или на страни. 
Адвокати су ради подизања квалитета рада и угледа својих професија 1886. године организовали своје удружење и покренули свој часопис под назив „Бранич”. 

### Измена Закона о правозаступницима из 1896. године
Изменом Закона о правозаступницима (адвокатима) из 1896. године пензионисаним чиновницима су отворена врата те професије уколико испуњавају услове. То је било образложено потребом да се подигне углед те професије који није био на завидном нивоу, и да народ дође до што јефтиније услуге. Адвокати су износили аргументе против тог решења, који су сматрали ударом на своју професију. То је уистину и био, али је на другој страни то значило и кадровско ојачање ове професије.